# Eryngium aristulatum
Eryngium aristulatum es una especie de hierba perteneciente a la familia de las apiáceas.  Es originaria de California y Baja California, donde crece en lugares húmedos, como las charcas primaverales y prados inundados. 

## Descripción
Esta es una hierba perenne con tallos erectos, redondeados, desnudos, a veces las ramas alcanzan un tamaño  de 10 centímetros a casi un metro de altura. Las hojas aparecen cerca de la base y en los nodos a lo largo del tallo y son  largas y dentadas. La inflorescencia tiene flores redondeadas con cinco a ocho largas, rectas y puntiagudas brácteas que a menudo tienen bordes espinosos y puede medir cerca de 3 centímetros de largo. La flor contiene pétalos blancos y de color blanco.

## Taxonomía
Eryngium aristulatum fue descrita por Willis Linn Jepson y publicado en Erythea 1(3): 62–63. 1893.
Etimología
Eryngium: nombre genérico que probablemente hace referencia a la palabra que recuerda el erizo: "Erinaceus" (especialmente desde el griego "erungion" = "ción"), sino que también podría derivar de "eruma" (= protección), en referencia a la espinosa hojas de las plantas de este tipo.
aristulatum: epíteto
Sinonimia
- Eryngium californicum Jeps.
- Eryngium elongatum J.M.Coult. & Rose
- Eryngium jepsonii J.M.Coult. & Rose
- Eryngium laxibracteum Mathias
- Eryngium oblanceolatum J.M.Coult. & Rose
- Eryngium vaseyi var. oblanceolatum (J.M.Coult. & Rose) Jeps

subsp. parishii (J.M.Coult. & Rose) R.M.Beauch.
- Eryngium aristulatum var. parishii (J.M.Coult. & Rose) Mathias & Constance
- Eryngium jepsonii var. parishii (J.M.Coult. & Rose) Jeps.
- Eryngium parishii J.M.Coult. & Rose[2]